# Jacques Thiout
Jacques Thiout est un artiste peintre et dessinateur français né le 1er juillet 1913 à Martin-Église, mort le 6 août 1971 à Boulogne-Billancourt.

## Biographie
Jacques Thiout est élève de l'École des arts appliqués à l'industrie de 1929 à 1933, puis de Lucien Simon à l'École nationale supérieure des Beaux-Arts.
Installé au 1, avenue de Tourville dans le 7e arrondissement de Paris, son œuvre énonce des villégiatures allant de la Normandie à l'Italie avec des vues de Venise et d'Assise et à l'Espagne avec des scènes de tauromachie. Il meurt en août 1971 et est inhumé au cimetière du Montparnasse (1re division).

## Expositions

### Expositions personnelles
- Jacques Thiout - Œuvres récentes, Galerie Claude, Paris, mars 1948.
- Galerie Vendôme, Paris, avril-mai 1958.

### Expositions collectives
- Prix Greenshields, Galerie Charpentier, Paris, février 1957.
- Salon d'automne, Paris, sociétaire en 1958[3].
- Salon des peintres témoins de leur temps, Palais Galliera, Paris (thème : Les Parisiennes), 1958.
- Hommages à Yves Brayer, Édouard Goerg, Paul Braig, Georges Dayez, Jacques Thiout, 31e Salon du dessin et de la peinture à l'eau, Grand Palais, Paris, 1988[4].
- Expositions non datées : Salon des Tuileries, Salon Comparaisons, Salon de la Société nationale des beaux-arts, Salon des artistes français, Paris[1].

## Réception critique
- « Il pratique des techniques diverses : huile, aquarelle, fresque, vitrail. Son œuvre est très variée : portraits, nus, natures mortes, compositions murales. Il avait une facture preste, procédant par accents de lumière posés en clair-obscur sur des demi-teintes. Il a bénéficié de nombreux achats de l'état. » - Dictionnaire Bénézit[1]

## Distinctions
- Médaille d'or du Salon des artistes français[1].

## Collections publiques

### Œuvres de Jacques Thiout
- Château Grimaldi, Cagnes-sur-Mer, Portrait de Suzy Solidor[5], huile sur toile 61x50cm (donation Suzy Solidor)[6].
- Musée des Beaux-Arts de Mulhouse.
- Mobilier national, Paris, La fée aux oiseaux, carton de tapisserie, 268x203cm[7].
- Fonds national d'art contemporain, Puteaux :
  - Paysage du Sénat, Paris, huile sur panneau 60x73cm, 1942[8] ;
  - Les couronnes, huile sur toile 65x81cm, 1951[9] ;
  - Visage, dessin à la sanguine 32,5x25,5cm, 1955[10] ;
  - Le Jardin des plantes, Paris, huile sur toile 54x65cm, 1958[11].
- Musée des Beaux-Arts Denys-Puech, Rodez, La voiture abandonnée, huile sur toile 65x54cm, 1949 (dépôt du Centre national des arts plastiques)[12].
- Musée des Avelines, Saint-Cloud.
- Musée d'Art et d'Histoire de Saint-Denis.
- Musée du Domaine départemental de Sceaux :
  - Le château de Sceaux, huile sur toile, vers 1949.
  - L'église Saint-Éloi de Roissy-en-France, huile sur toile, 1966.
- Musée des Beaux-Arts de Strasbourg.

### Œuvres liées à Jacques Thiout
- Musée d'art moderne de la ville de Paris, Portrait de Madame Jacques Thiout, dessin d'Hélène Neveur (1905-2007), vers 1964[13].